# Trzebiatów
Trzebiatów é um município da Polônia, na voivodia da Pomerânia Ocidental e no condado de Gryfice. Estende-se por uma área de 10,25 km², com 10 119 habitantes, segundo os censos de 2016, com uma densidade 987,2 hab/km².